# Suðurland
Suðurland (islandsky  Suðurland) je jednou z osmi tradičních oblastí Islandu, která se nachází na jižním pobřeží ostrova. Hlavním a nejlidnatějším městem regionu je Selfoss. V roce 2024 žilo v regionu 34 076 obyvatel.